# Watanabe Masaki
Masaki Watanabe (渡邉 将基, sinh ngày 2 tháng 12 năm 1986) là một cầu thủ bóng đá người Nhật Bản thi đấu cho Yokohama FC.

## Thống kê câu lạc bộ
Cập nhật đến ngày 23 tháng 2 năm 2018.
| Thành tích câu lạc bộ | Thành tích câu lạc bộ | Thành tích câu lạc bộ | Giải vô địch | Giải vô địch | Cúp                   | Cúp                   | Cúp Liên đoàn | Cúp Liên đoàn | Tổng cộng | Tổng cộng |
| Mùa giải              | Câu lạc bộ            | Giải vô địch          | Số trận      | Bàn thắng    | Số trận               | Bàn thắng             | Số trận       | Bàn thắng     | Số trận   | Bàn thắng |
| Nhật Bản              | Nhật Bản              | Nhật Bản              | Giải vô địch | Giải vô địch | Cúp Hoàng đế Nhật Bản | Cúp Hoàng đế Nhật Bản | J. League Cup | J. League Cup | Tổng cộng | Tổng cộng |
| --------------------- | --------------------- | --------------------- | ------------ | ------------ | --------------------- | --------------------- | ------------- | ------------- | --------- | --------- |
| 2009                  | Sagan Tosu            | J2 League             | 40           | 2            | 2                     | 1                     | –             | –             | 42        | 3         |
| 2010                  | Yokohama FC           | J2 League             | 30           | 3            | 2                     | 0                     | –             | –             | 32        | 3         |
| 2011                  | Yokohama FC           | J2 League             | 7            | 0            | 0                     | 0                     | –             | –             | 7         | 0         |
| 2012                  | Yokohama FC           | J2 League             | 6            | 0            | 2                     | 1                     | –             | –             | 8         | 1         |
| 2013                  | Giravanz Kitakyushu   | J2 League             | 33           | 0            | 2                     | 0                     | –             | –             | 35        | 0         |
| 2014                  | Giravanz Kitakyushu   | J2 League             | 40           | 0            | 4                     | 1                     | –             | –             | 44        | 1         |
| 2015                  | Ventforet Kofu        | J1 League             | 3            | 0            | 0                     | 0                     | 4             | 0             | 7         | 0         |
| 2015                  | FC Gifu               | J2 League             | 19           | 1            | 0                     | 0                     | –             | –             | 19        | 1         |
| 2016                  | Ventforet Kofu        | J1 League             | 1            | 0            | 0                     | 0                     | 5             | 0             | 6         | 0         |
| 2017                  | Yokohama FC           | J2 League             | 12           | 0            | 1                     | 0                     | –             | –             | 13        | 0         |
| Tổng                  | Tổng                  | Tổng                  | 191          | 6            | 13                    | 3                     | 9             | 0             | 213       | 9         |